# 黃道帶人
黃道帶人（英語：Zodiac Man）也稱為星象人（Homo signorum）、星象主（dominus signorum），或者是人體占星術（melothesia），或稱呼為“十二宮人（Man of Signs）”，是將人體拆解成十二個部位來對應於占星術中的黃道十二宮，這十二個部位都是象徵著所對應星座的基本特質。這些對應的宗旨是要演示出大宇宙跟人體小宇宙之間的協調關係並臻至彼此的和諧，這幅人體圖解可是在整個中世紀期間都被使用於西方傳統醫療之中；它自始至終依然是西洋神祕學理論的重要元素。黃道帶人在醫療上的作用有點類似中醫經常使用的人體經脈、穴位圖的功能。

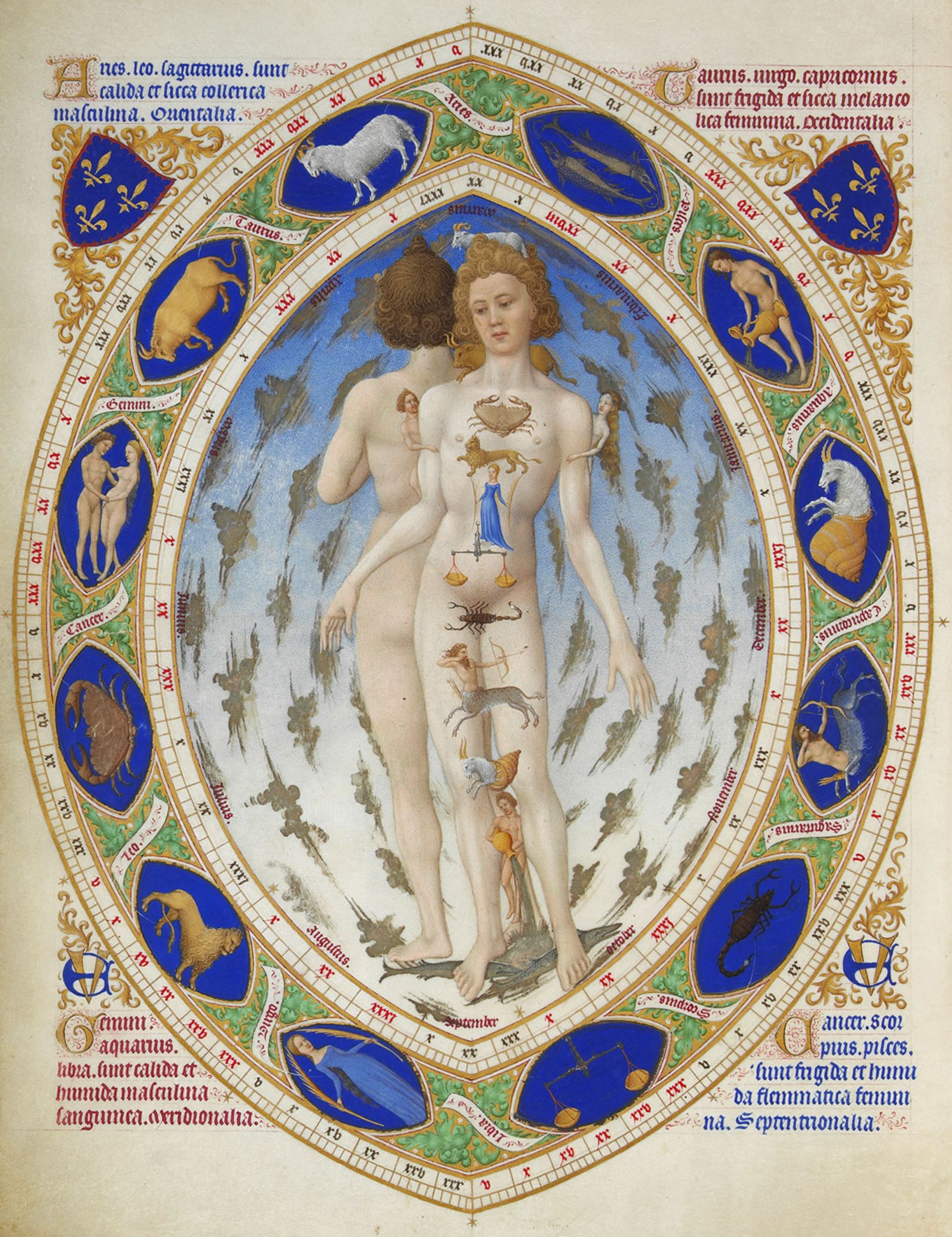
約翰·貝里公爵的《豪華時禱書》書中的黃道帶人插圖（1412年–1416年；尚蒂利，尚蒂伊城堡, Ms. 65, fol. 14v），這也是今日占星術著作常常引用到的人體占星圖解

## 對應表

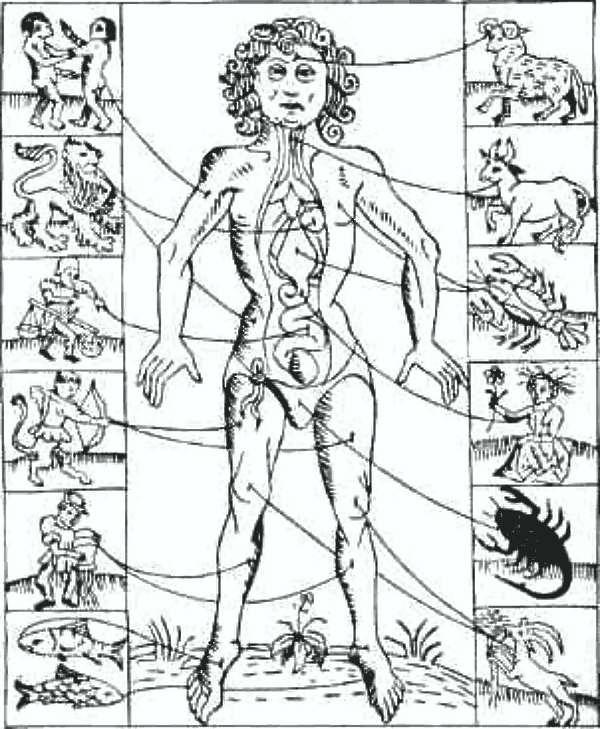
黃道十二星座所環繞的人，在畫中各有線條索引到不同的身體部位和器官做圖示。這是出自於一份1702年木刻年曆之中的黃道帶人圖解

從古典時代一直進入到中世紀時期，人體部位與十二星座在神祕學、醫學上的聯繫，彼此是保持理論配合實務上的一致性，而非學術分離的關係。這種“人體主要部位”與黃道十二宮在神祕學上的聯結不但是最古老的學問，同時在西洋傳統醫療與占星術中也是最常見的理論。
| 星座   | 主要聯繫 | 次要聯繫                       |
| ------ | -------- | ------------------------------ |
| 牡羊座 | 頭部     | 眼睛，腎上腺，血壓。           |
| 金牛座 | 頸部     | 喉嚨，肩膀，耳朵。             |
| 雙子座 | 肩膀     | 肺，神經，手臂，手指。         |
| 巨蟹座 | 胸部     | 乳房，兩脇，一些體液和器官。   |
| 獅子座 | 兩脇     | 胃，心臟，脊柱，上背部，脾臟。 |
| 處女座 | 腹部     | 腹部，腸，膽囊，胰腺，肝臟。   |
| 天秤座 | 臀部     | 臀部，腰部，腎臟，內分泌。     |
| 天蠍座 | 生殖器   | 骨盆，膀胱，直腸。             |
| 射手座 | 大腿     | 雙腿，臀部，腹股溝。           |
| 摩羯座 | 膝蓋     | 脛骨，骨骼，皮膚，肌腱，神經。 |
| 水瓶座 | 小腿脛   | 腳踝，小腿，一些血管。         |
| 雙魚座 | 腳部     | 腳底，腳。                     |

## 古代的起源

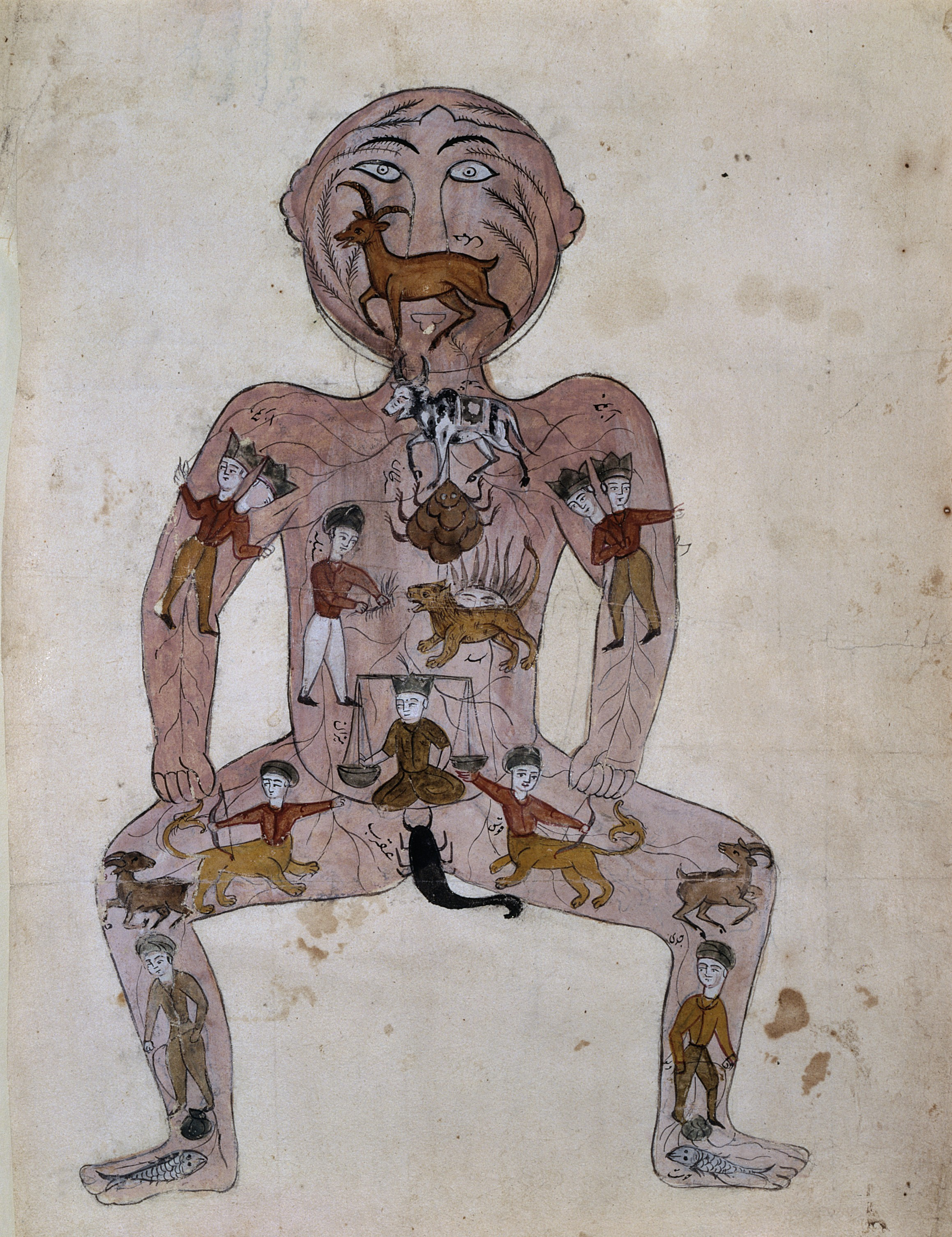
十九世紀波斯人所繪的黃道帶人圖解

黃道帶人的概念以及對醫療的指導原則可以追溯到希臘化時代的紀錄，而其中最早以詳細內容來闡述黃道帶人的文人，則是出自於羅馬時代的詩人馬爾庫斯·馬尼利烏斯（Marcus Manilius）的著作《天文學》（Astronomica，II. 453–465; IV. 701–710）之中。不過這個說法還是有待商榷，因為考古學者在美索不達米亞地區出土了一枚年代未知的楔形文字片（BM 56605），文字片上的紀錄也提供了與《天文學》一書中幾乎相同的編目──若從這方證據來評估的話，這枚文字片很有可能是黃道帶人最早的紀錄而不是後人所預設立場的認為是馬尼利烏斯最先紀錄了。從一份希臘文獻（περὶ μελῶν ζωδίων; Vat. gr. 208, fol. 129v, 130r）對黃道十二宮的描述發現該理論已經深入到十二分盤（dodecatemoria，每個表示黃道 2.5°）的詳細劃分，這份希臘文獻意味著黃道帶人（或另稱為動物黃道帶，這幅圖的十二部位可以稍作修改成每一個星座再詳細劃分十二區塊以對應成十二星座的數目）也可能和這種“微觀世界黃道帶（micro-zodiac）”的十二宮位概念有密切關係。無論如何，這項對應的系統目前被學者認為是早於馬尼利烏斯幾個世紀以前就已經存在著的理論，並且這理論已經被歸功於包括畢達哥拉斯德、謨克利特（Democritus）、亞里斯多德以及赫耳墨斯等等在內不同聖人們所貢獻出來的學說。

## 占星醫學

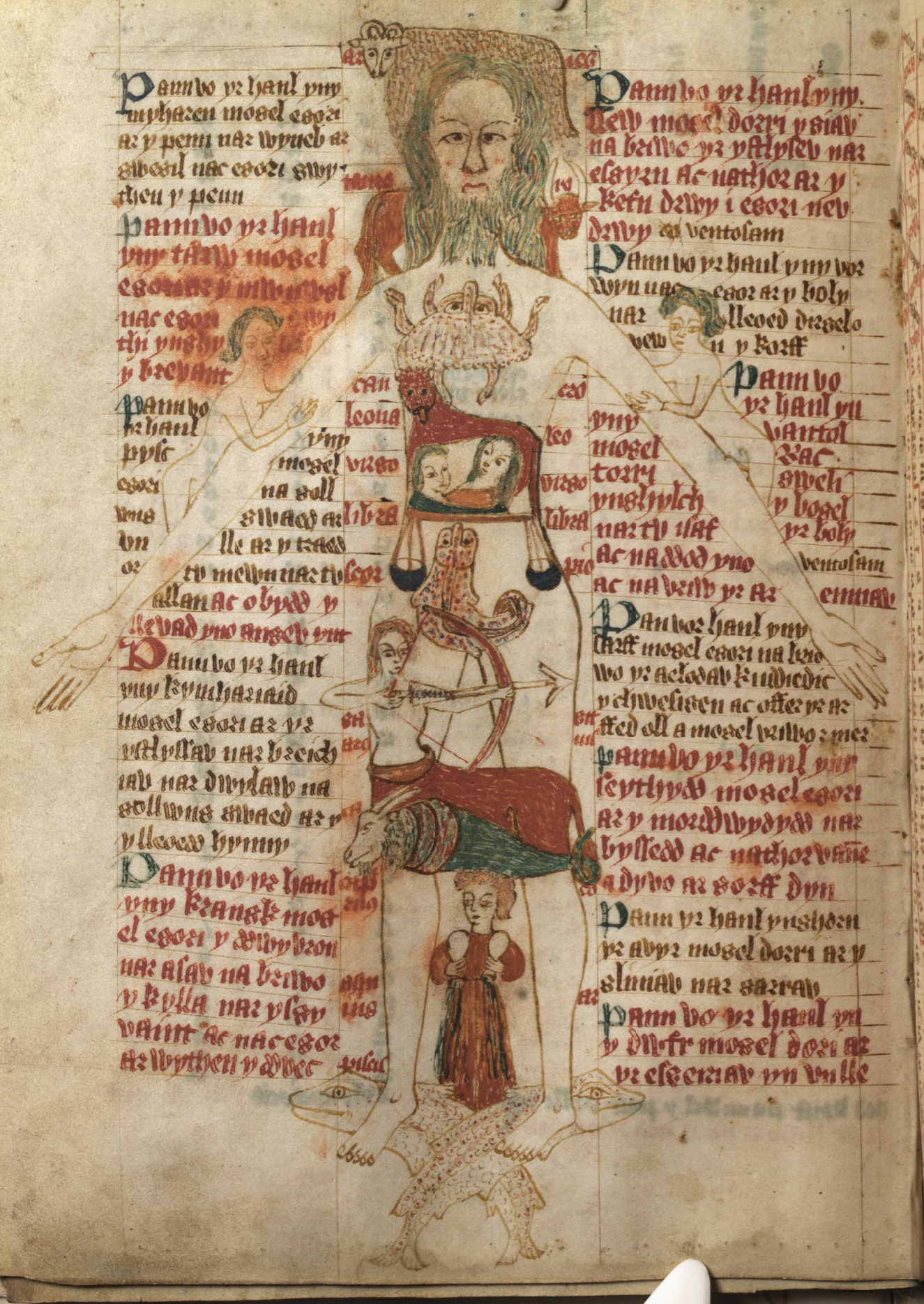
十五世紀威爾斯手稿中的‘黃道帶人’圖示，畫中有詳細描述人體和占星術上星座象徵的解釋

黃道帶人被用於中世紀醫學來確定（外科）醫療手術、藥物治療、放血以及其他醫療程序實施的正確時間（這很類似中國人以黃曆看決定開工、嫁娶的時辰）。最重要的規則是避免當月亮可能出現在其相應的星座區間時可能會干擾身體的部位的忌諱。這個忌諱的成立要歸功於克勞狄烏斯·托勒密對占星術理論體系的貢獻：“當月亮停留的星座所對應到該人體部位的主管星正好是她時候，千萬不要以尖銳金屬器刺穿該人體部位。”
無論是月亮和太陽、行星與某個黃道十二宮對齊一致它們都與身體部位、身體系統，或者是四種體液有著密切聯繫的關係。正好像有四個元素一樣，四種體液將身體分成四元素象徵的部分。人體的四種體液是黃膽汁、黑膽汁、黏液以及血液，古人相信這些都需要維持平衡才能保持身體的健康。這些體液的功用是直接用來治療在黃道帶人圖解旁邊所註記下的疾病類型，也用於向患者解釋和簡化醫療概念。歐洲當時有法律要求在對患者採取行動或任何類型的醫療程序之前必須先計算月球的移動位置。如果月亮不在其正確的行動位置上，則無法執行任何醫療操作，因為它被認為是會對身體造成不安全的時間點。他們使用了一個輪圖表，乃是一種旋轉的曆法盤，是用來計算月亮的位置以及描述月亮不同相位的複合年曆。
大多數確定和診斷疾病的方法都是藉由四種體液的醫療評估，尤其是藉著血液和黃膽汁，而黃膽汁可以更直接的稱之為尿液。這是人們被診斷的主要方式之一。許多黃道帶人的圖解也僅僅是描繪了與黃道十二星座相關聯的主體部分而已，但還有其他黃道帶人圖解是更深入的將十二星座與內部身體系統相配對做參照。
隨著歷史進程推移到中世紀，由於新科學原理的發現，黃道帶人的醫療信念、信條逐漸淡出醫療體系。儘管內科醫師、科學家以及外科醫生對於黃道帶人圖表與醫療占星術的理論與方法已經變得相當厭煩與無視，但對於非醫學專業的人們而言，尤其是神祕學家並沒有因此放棄黃道帶人的古老理論。普通民眾堅持相信的原因則是在於他們對於描繪著人體十二宮位和其依賴對月亮行進宮位對人的吉凶觀念之傳統文化信條已根深蒂固在他們的日常生活中而揮之不去了。

### 人體作為微觀世界（小宇宙）

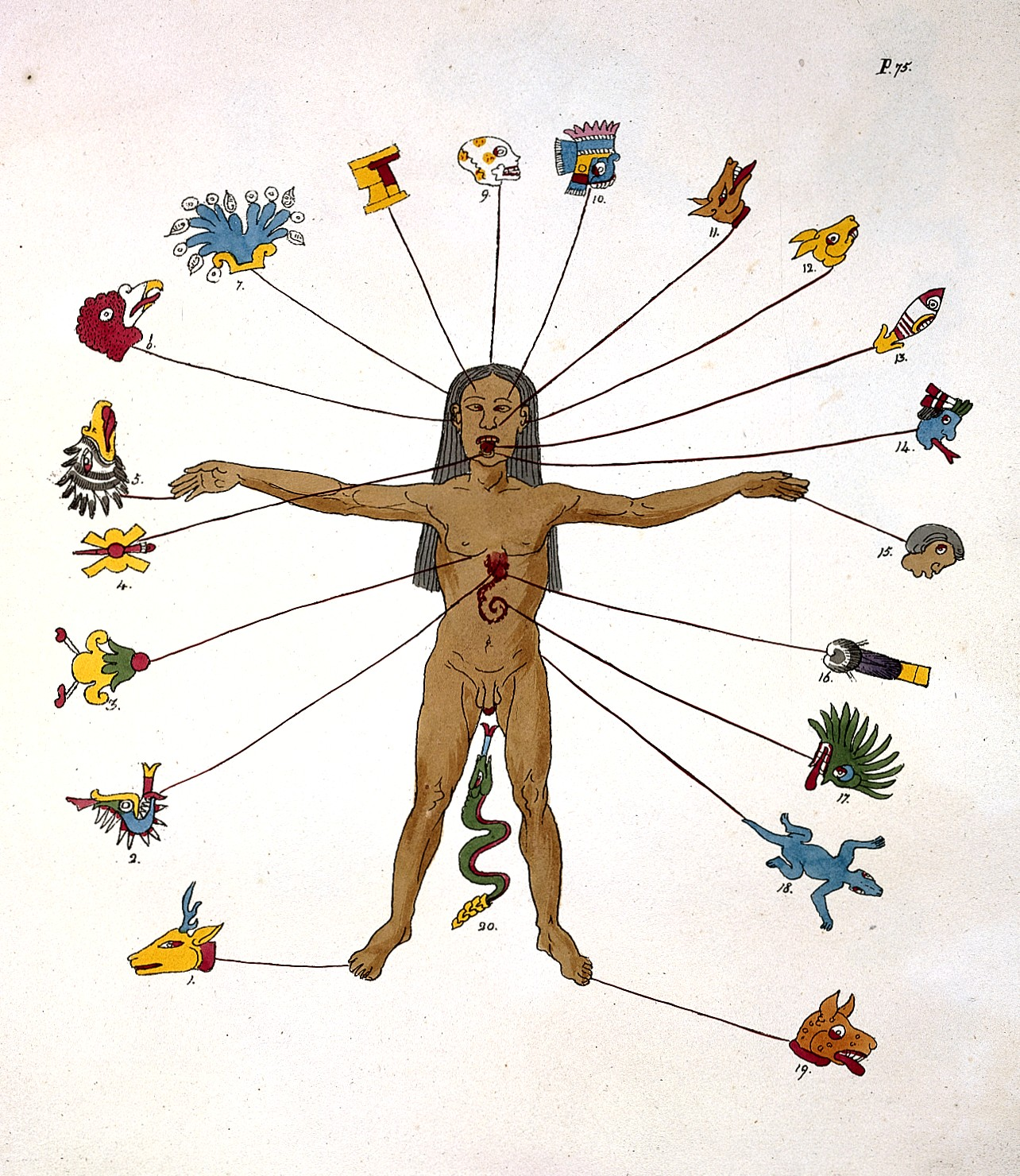
發現於今日墨西哥的古代阿茲特克黃道帶人（Aztec zodiac man）的圖繪，可證明古代阿茲特克文明亦存在天人合一的觀念

歐洲中世紀世界觀理論的一個構成部分是認為人類身體乃是反映托勒密宇宙觀的──宏觀世界縮影（微觀世界、小宇宙〔microcosm〕，“一個小世界”）這樣的信念，與中國人的天人合一觀念如出一轍。就好像地球被劃分為受到各行星所影響的區域一樣，同樣地，人類的身體也可以被劃分成受到黃道十二星座所支配轄管的“範圍”。黃道十二宮或是十二星座被認為會影響到身體及其健康，並且有關“黃道帶人”的素描草圖在歐洲中世紀的醫學專著或論述中是很常見到的一幅圖表。這些圖表所蘊含的原則也指導著當時的醫師與理髮師兼外科醫生們是否可以安全地對患者採取放血療法或者是進行外科手術的時間選定；倘若月亮進入了與身體部位相對應有爭議、受到質疑的星座之中時，則放棄採用前述的醫療途徑了。而這項有關月亮位置的確定在前述章節已經提及過了，當時的醫療人員會事先採用旋轉的曆法盤──“輪圖表”來確定之後再做評估。
另外，學者研究認為人體作為微觀世界的概念應該是源於古代巴比倫人的文化貢獻。然而古埃及文化（丹達臘黃道帶）與中美洲阿茲特克文化（阿茲特克黃道帶人〔Aztec zodiac man〕）則有類似的人體與宇宙相因應圖表，並且古希臘秘密宗教教派的奧菲斯教主神（法涅斯）、羅馬帝國時代的密特拉教信仰（屠牛像）、希伯來文化（人體卡巴拉）、中國文化以及吠陀傳統也都包含著有類似的概念。小宇宙或是微觀世界的思想、理念在柏拉圖（約西元前四世紀）的著作中有相當詳盡與豐富的論述，但是西方哲學史上“微觀宇宙（microcosmos）”這術語的首先採用是出現在柏拉圖之後，在亞里士多德的著作《物理學》（Physics）中有簡要的談論到。在西元一世紀的時候，羅馬作家馬尼利烏斯在他的著作──《天文學》中說明人類在他們自己身上已經包含了一整個世界，並以上帝的形象創造出來。許多作家，包括了費爾米庫斯（Firmicus，約西元四世紀）和馬克羅比烏斯（Macrobius，約西元五世紀）等等，都遵循相同的觀點。距離今日時代稍近並率先使用macrocosmos（宏觀宇宙）和microcosmos（微觀宇宙）這個術語的，其縮寫為macrocosm以及microcosm，乃是由皮科·德拉·米蘭多拉（Pico della Mirandola）在他於1490年的著作──《創世六日》（Heptaplus，其他中文翻譯還有《七冊》、《七重天》）的書中便有出現宏觀宇宙和微觀宇宙這樣的術語。

## 宗教

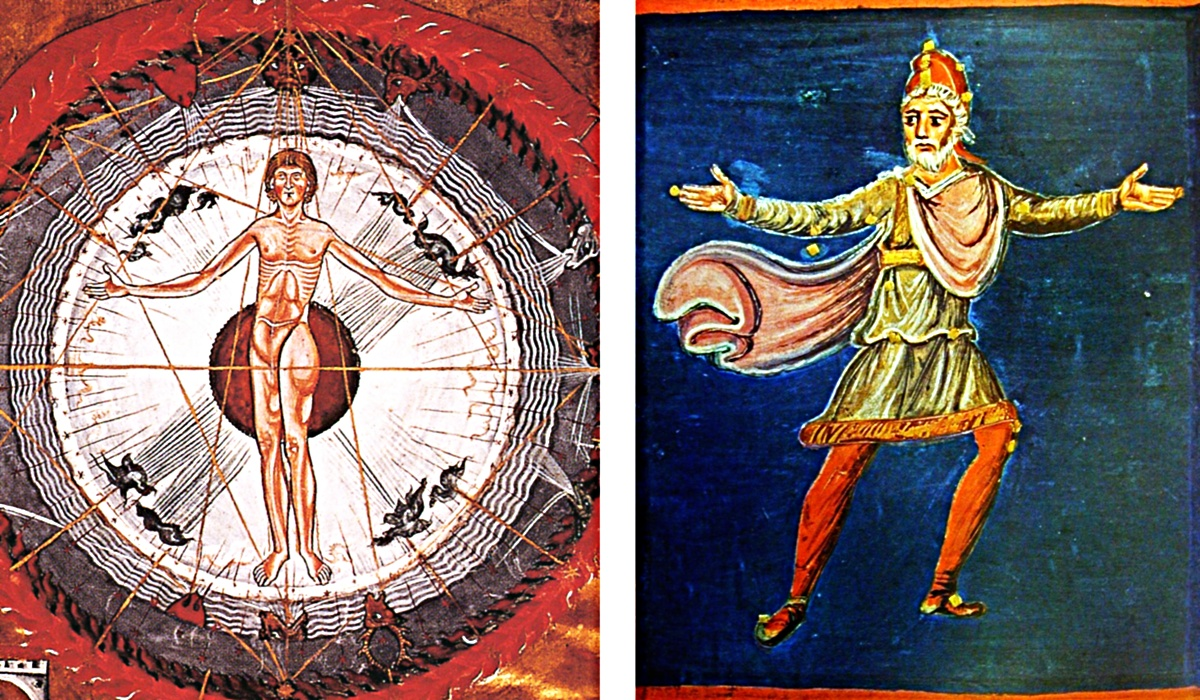
《神性功業書》（Liber divinorum opera）／仙王座

黃道帶人的圖解是從天空並同其上之星曜，或者是通常被標記為移動的‘天體’中由古老的宗教祭司對其進行解讀之後再以圖表繪製出來的。這幅圖意味著一條明確研究途徑是宗教方面對黃道帶知識上的理解。占星術在中世紀期間被當時的人們與基督教給統合在一起，並且在醫學方面也於這個時代與基督教會攜手合作，這種合作關係時至今日依然可以見到天主教或、基督教教會所成立的醫院。黃道十二宮被認為是非常精神、宗教、屬靈層面的知識體系，當然這不僅僅是與基督教有關聯而已，黃道十二宮也與其他宗教教義有關，之中還包括了伊斯蘭教和猶太教，在猶太教的卡巴拉生命之樹也有論及到。

## 相關圖解
除了黃道帶人之外，也有存在其他眾所周知的人類身體圖示和圖表，並且這些都被運用於古代的醫療層面。這些圖表有靜脈人（The Vein Man）、女人（The Woman）、創傷人、病症人（The Disease Man）以及骨架圖（the Skeleton），幾乎清一色都在對人體進行解讀。這些人類身體圖示都被使用在不同的醫療模式上，儘管很難說這些所有這些圖示彼此之間是否有任何直接的從屬關係，但是他們這些圖示都是專注在人類身體的解釋上，這是在黃道帶人圖表發展的歷史中具有一個重要因素。事實上古代還有其他的人類身體圖示的製作，但是只有前述的這些圖示是與黃道帶人最相似卻不盡相同。此外亦有其他幾種不同語言的黃道帶人改編版本的製作，譬如荷蘭版、德國版，並且還有威尼斯版。

### 資料來源
- Clark, Charles West. The Zodiac Man in Medieval Medical Astrology. PhD dissertation accepted at University of Colorado, 1979.

## 延伸閱讀
- Garin, Eugenio. Astrology in the Renaissance: The Zodiac of Life. London: Routledge and Kegan Paul, 1983.
- Page, Sophie. Astrology in Medieval Manuscripts. Toronto: University of Toronto Press, 2002.
- Debus, Allen G. Man and Nature in the Renaissance. New York: Cambridge University Press, 1978 (repr. 1991).
- Garin, Eugenio. Astrology in the Renaissance: The Zodiac of Life. London: Routledge and Kegan Paul, 1983.
- Kristeller, Paul Oskar. Renaissance Thought: The Classic, Scholastic, and Humanist Strains. NY: Harper Torchbooks, 1961. (repr. 1981)
- Tillyard, E. M. W. The Elizabethan World Picture. New York: Random House, 1959.

## 外部連結
- Zodiac Man Example （页面存档备份，存于）